# 911 Agamemnon
911 Agamemnon là một thiên thể Troia của Sao Mộc quay quanh Mặt Trời với cùng khoảng cách đến Mặt Trời như Sao Mộc. Nó nằm ở điểm Lagrange đầu L4, nghĩa là ở "Nhóm Hy Lạp".
Nó được phát hiện bởi Karl Wilhelm Reinmuth ngày 19 tháng 3 năm 1919, in Heidelberg, Đức. Nó được đặt theo tên Agamemnon, một nhân vật chính trong Iliad, người đã tham gia chiến tranh thành Troia.